# Karl Abraham Dodel
Karl Abraham Dodel (* vor 24. Oktober 1710 in Memmingen; † 16. Dezember 1770 in Geislautern) war ein deutscher Baumeister und Architekt.

## Leben
Karl Abraham Dodel wurde als Sohn des Memminger Zimmermanns Jakob Dodel geboren und machte eine Maurerlehre, zunächst wahrscheinlich in Usingen im Taunus. Ab 1735 war Dodel in Saarbrücken Werkmeister. Dort wurde er vor allem als Bauführer bei Projekten des Architekten Friedrich Joachim Stengel eingesetzt. Er heiratete dort 1740 und nach dem Tod seiner ersten Frau 1765 ein weiteres Mal. Sein erstes Bauwerk als Baumeister in Nassau-Saarbrücken war die evangelische Pfarrkirche in Dudweiler nach Plänen von Jost Bager, die 1738 geweiht wurde. Man geht davon aus, dass Dodel auch an den Plänen mitwirkte. Von 1743 bis 1750 war er Baudirektor des Saarbrücker Schlosses. Die dortige Turmhaube konstruierte er nach eigenen Plänen. Von 1748 bis 1750 oblag ihm die Bauleitung des Saarbrücker Rathauses. Weitere Bauten, an denen er mitwirkte, befinden sich in der Saarbrücker Schlossstraße und in St. Arnual. Wahrscheinlich stammt auch die katholische Pfarrkirche in Eiweiler von ihm.
Ab 1753 war er Leiter beim Bau des Schlosses Jägersberg in Neunkirchen (Saar). Dodel erstellte 1754 Gutachten, Kostenanschläge sowie 1755 zur Ausführung empfohlene Grundrisse und Pläne der Hauptfassade für die Alexanderskirche in Zweibrücken. 1762 zeichnete er Entwürfe für die katholische Kirche in Bliesransbach. Ab 1762 arbeitete Dodel als Baumeister an der Errichtung der Ludwigskirche in Saarbrücken.